# Paracatejês-gaviões
Os paracatejês-gaviões, são um povo indígena do grupo Gavião do Oeste, também conhecidos como "Parkatejê" e "Gavião Parkatejê". São falantes do parkatêjê, um dialeto da língua Timbira Oriental, pertencente à família Jê.
Em 2014 perfaziam 646 indivíduos. Vivem na Terra Indígena Mãe Maria, localizada no município de Bom Jesus do Tocantins, no sudeste do estado do Pará.

## História
O nome "Gavião" é um exônimo atribuído a diferentes grupos Timbira por viajantes do século XIX para  destacar seu caráter belicoso. Dentre os assim chamados, Curt Nimuendajú qualificou de "ocidentais" ou "da mata" aos que viviam na bacia do Tocantins, a fim de os distinguir de outros povos Timbira como os Pukôbjê e Krikatí, do alto Pindaré, no Estado do Maranhão, também conhecidos por designação.
Na primeira metade do século XX, os "Gaviões de oeste" se distribuíam em três unidades locais autodenominadas conforme a posição que ocupavam na bacia do rio Tocantins. Uma delas chamou-se Parkatêjê (onde par significa pé, jusante; katê é dono; e jê é povo), "o povo de jusante", enquanto outra, Kyikatêjê (onde kyi é cabeça), "o povo de montante". Tal divisão ocorreu por motivo de conflito entre os dois grupos no início do século XX. A terceira unidade, que ficou conhecida como "turma da Montanha" conforme sua autodenominação Akrãtikatêjê (onde akrãti é montanha), ocupava as cabeceiras do rio Capim.
Embora atualmente estejam todas reunidas, a distinção entre as três unidades permanece marcada. Há, contudo, uma autodenominação comum a todas, como indica a placa na entrada da aldeia nova, onde se lê "Comunidade Indígena Parkatêjê".

## Costumes
Uma das maiores tradições é a corrida de tora: as equipes de revezamento (formada somente por homens), carregam troncos de buriti nos ombros. O mais importante não é quem chega primeiro, o que vale mais é o divertimento. A comemoração é maior quando as equipes chegam juntas ou quase juntas.
Cada indivíduo da aldeia recebe dois nomes e um deles não pode ser divulgado. Mostrar ao outro este segredo, significa transferir poder. Quando alguém recebe o nome de um parente que já morreu, carrega a responsabilidade de manter as características do antepassado e quem o escolhe, assume o papel de padrinho com a função de transmitir a cultura. Depois do casamento, por um período determinado, entre genro e sogra, nora e sogro, ficam proibidos de chamar o outro pelo nome.